# Discografia di Max Gazzè
Questa pagina contiene la discografia di Max Gazzè, cantautore pop italiano attivo dal 1991.

## Album

### Album in studio
| Anno                                                                          | Titolo | Classifiche | Certificazioni |
| Anno                                                                          | Titolo | ITA         | Certificazioni |
| ----------------------------------------------------------------------------- | --- | ----------- | -------------- |
| 1996                                                                          | Contro un'onda del mare - Pubblicato: gennaio 1996 - Etichetta: Virgin - Formati: MC, CD                     | —           |                |
| 1998                                                                          | La favola di Adamo ed Eva - Pubblicato: 26 giugno 1998 - Etichetta: Virgin - Formati: MC, CD, LP             | 28          |                |
| 2000                                                                          | Max Gazzè - Pubblicato: 13 marzo 2000 - Etichetta: Virgin - Formati: MC, CD, LP                              | 4           |                |
| 2001                                                                          | Ognuno fa quello che gli pare? - Pubblicato: 28 settembre 2001 - Etichetta: Virgin - Formati: MC, CD         | 26          |                |
| 2002                                                                          | Antecedentemente inedito - Pubblicato: 2002 - Etichetta: Virgin - Formati: CD                                | —           |                |
| 2004                                                                          | Un giorno - Pubblicato: 30 aprile 2004 - Etichetta: Virgin - Formati: CD                                     | 20          |                |
| 2008                                                                          | Tra l'aratro e la radio - Pubblicato: 29 febbraio 2008 - Etichetta: OTRlive - Formati: CD, download digitale | 16          |                |
| 2010                                                                          | Quindi? - Pubblicato: 4 maggio 2010 - Etichetta: Universal - Formati: CD, download digitale                  | 6           | - ITA: Oro     |
| 2013                                                                          | Sotto casa - Pubblicato: 14 febbraio 2013 - Etichetta: Virgin, EMI - Formati: CD, LP, download digitale      | 7           | - ITA: Oro     |
| 2015                                                                          | Maximilian - Pubblicato: 30 ottobre 2015 - Etichetta: Universal - Formati: CD, LP, download digitale         | 3           | - ITA: Platino |
| 2018                                                                          | Alchemaya - Pubblicato: 9 febbraio 2018 - Etichetta: Universal - Formati: CD, LP, download digitale          | 7           |                |
| 2021                                                                          | La matematica dei rami - Pubblicato: 9 aprile 2021 - Etichetta: Virgin - Formati: CD, LP, download digitale  | 4           |                |
| "—" indica una pubblicazione non classificata o non pubblicata in quel paese. | |             |                |

### Raccolte
| Anno | Titolo                                                                       |
| ---- | ---------------------------------------------------------------------------- |
| 2005 | Raduni 1995-2005 - Pubblicato: 2005 - Etichetta: Virgin - Formati: CD        |
| 2007 | The Best of Platinum - Pubblicato: 2007 - Etichetta: Virgin - Formati: CD    |
| 2008 | Una musica può fare - Pubblicato: 2008 - Etichetta: Virgin - Formati: CD     |
| 2013 | The Platinum Collection - Pubblicato: 2013 - Etichetta: Virgin - Formati: CD |

## Singoli
- 1996 – Quel che fa paura
- 1997 – Cara Valentina
- 1998 – La favola di Adamo ed Eva
- 1998 – Vento d'estate
- 1999 – Una musica può fare
- 1999 – Colloquium vitae
- 2000 – Il timido ubriaco
- 2000 – L'uomo più furbo
- 2000 – Su un ciliegio esterno
- 2001 – Non era previsto
- 2001 – Il debole fra i due
- 2004 – La nostra vita nuova
- 2004 – Annina
- 2005 – Splendere ogni giorno il sole
- 2005 – Di nascosto
- 2008 – Il solito sesso
- 2010 – Mentre dormi
- 2010 – A cuore scalzo
- 2011 – Il drago che ti adora
- 2013 – Sotto casa
- 2013 – I tuoi maledettissimi impegni
- 2013 – Buon compleanno
- 2015 – La vita com'è
- 2016 – Mille volte ancora
- 2016 – Ti sembra normale
- 2016 – Teresa
- 2018 – La leggenda di Cristalda e Pizzomunno
- 2018 – Una musica può fare (Alchemaya Version)
- 2021 – Il farmacista
- 2021 – Considerando
- 2021 – Il vero amore
- 2022 – Cristo di Rio (con Carl Brave)
- 2023 – Riviera (con Frenetik&Orang3)
- 2023 – Che c'è di male
- 2023 – L'epica della guerra
- 2024 – Sarà papà

## Collaborazioni
- 1996 – Rappresaglia, Intro, Seguimi, Hold Me, Cohiba, Un giorno lontano, Me fece mele a chepa, Via col vento, Samantha, Il dado, Strade di Francia, Lasciami andare, Pino - fratello di Paolo in Il dado di Daniele Silvestri
- 1998 – Vento d'estate in Niccolò Fabi di Niccolò Fabi
- 1998 – O Caroline in The Different You - Robert Wyatt e noi
- 1999 – Aria, Pozzo dei desideri, Tu non torni mai, Giro in si, Desaparecido, Sto benissimo in Sig. Dapatas di Daniele Silvestri
- 1999 – Neretva, Tempo di attesa e Le grandi scoperte in Trama tenue di Ginevra Di Marco
- 2000 – Di giada e di veleno in Marjorie Biondo di Marjorie Biondo
- 2000 – Testardo in Occhi da orientale - Il meglio di Daniele Silvestri di Daniele Silvestri
- 2001 – Saluto l'inverno in Mi basta il paradiso di Paola Turci
- 2001 – Troppo sensibile in Iperbole di Raf
- 2002 – Silvia, La festa e Cellule in Non è successo niente di Alberto Belgesto
- 2002 – Sette sono i re e Pinto Stefano in Bondo! Bondo! della Bandabardò
- 2003 – Taxi Europa in Taxi Europa di Stephan Eicher
- 2007 – Foolin' Around in Private Paradise di Jacques Villeneuve
- 2007 – 92100 in Io sto qui dei Tinturia
- 2007 – Faccia di velluto, Il suo nome, Ninetta Nanna, Che bella faccia in Il latitante di Daniele Silvestri
- 2017 – Pezzo di me in Nel caos di stanze stupefacenti di Levante
- 2017 – Migliora la tua memoria con un click in Prisoner 709 di Caparezza
- 2018 – Non ne posso più in Un posto vero di Massimo Dedo
- 2018 – Posso in Notti brave (After) di Carl Brave
- 2020 – La vie ensemble in Feat (stato di natura) di Francesca Michielin

## Videografia
| Anno | Titolo                                 | Regista/i                                    |
| ---- | -------------------------------------- | -------------------------------------------- |
| 1996 | Quel che fa paura                      |                                              |
| 1996 | Sono pazzo di te                       |                                              |
| 1997 | Cara Valentina                         | Paolo Scarfò                                 |
| 1998 | La favola di Adamo ed Eva              | Daniele Persica                              |
| 1998 | Vento d'estate (feat. Niccolò Fabi)    | Alex Infascelli                              |
| 1999 | Una musica può fare [prima versione]   | Daniele Persica                              |
| 1999 | Colloquium vitae (feat. Mao)           | Daniele Persica                              |
| 2000 | Il timido ubriaco                      | Francesco Cabras, Alberto Molinari           |
| 2000 | L'uomo più furbo                       | Daniele Persica                              |
| 2001 | Non era previsto                       | Francesco Cabras, Alberto Molinari           |
| 2004 | La nostra vita nuova                   |                                              |
| 2004 | Annina                                 | Francesco Cabras, Alberto Molinari           |
| 2005 | Splendere ogni giorno il Sole          | Riccardo Struchil                            |
| 2005 | Fraintendimenti                        | Riccardo Struchil                            |
| 2005 | Di nascosto                            |                                              |
| 2008 | Il solito sesso                        | Marco Porotti                                |
| 2010 | Mentre dormi                           | Rocco Papaleo                                |
| 2010 | A cuore scalzo                         | Roberto "Saku" Cinardi, Davide Tappero Merlo |
| 2013 | Sotto casa                             | Lorenzo Vignolo                              |
| 2013 | I tuoi maledettissimi impegni          | Duccio Forzano                               |
| 2013 | Buon compleanno                        | Duccio Forzano                               |
| 2015 | La vita com'è                          | Jacopo Rondinelli                            |
| 2016 | Mille volte ancora                     | Fabrizio Conte, Luca Tartaglia               |
| 2016 | Ti sembra normale                      | Jacopo Rondinelli                            |
| 2016 | Teresa                                 | Fabrizio Conte, Luca Tartaglia               |
| 2017 | Sul fiume                              | Ricky Tognazzi                               |
| 2018 | La leggenda di Cristalda e Pizzomunno  | Francesca Pasquinucci, Davide Giannoni       |
| 2018 | Una musica può fare [seconda versione] | Francesco Cordio                             |
| 2021 | Il farmacista                          | Giorgio Testi                                |
| 2021 | Considerando                           | Giacomo Citro, Fabio Gabbianelli             |
| 2021 | Il vero amore (feat. Greta Zuccoli)    | Andree Lucini                                |
| 2021 | Figlia                                 | Francesca Pasquinucci, Davide Giannoni       |
| 2022 | Cristo di Rio (feat. Carl Brave)       | Fabrizio Conte                               |
| 2023 | Riviera (con Frenetik & Orang3)        | Zavvo Nicolosi, Giovanni Tomaselli           |
| 2023 | Che c'è di male                        | YouNuts!                                     |
| 2023 | L'epica della guerra                   |                                              |

### Partecipazioni in videoclip di altri artisti
| Anno | Titolo      | Artista                         | Regista/i                                |
| ---- | ----------- | ------------------------------- | ---------------------------------------- |
| 2017 | Pezzo di me | Levante feat. Max Gazzè         | Stefano Poggioni                         |
| 2018 | Posso       | Carl Brave feat. Max Gazzè      | Matteo Di Gioia                          |
| 2019 | C'è da fare | Kessisoglu & Friends per Genova | Lele Biscussi, Gianluca "Calu" Montesano |